# Малиновський Людвіг Іванович

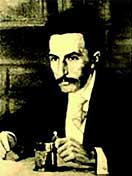

Лю́двіг Іва́нович Малино́вський (* 7 жовтня 1875, Кам'янець-Подільський — † 23 травня 1917, Вінниця) — лікар.

## Біографія
Людвіг Малиновський народився 7 жовтня 1875 в Кам'янці-Подільському в сім'ї вчителів.
1898 року закінчив Кам'янець-Подільську гімназію і вступив на медичний факультет Юр'євського університету. 1902 року з відзнакою закінчив університет.
1903 року повернувся на Поділля. У Дунаївцях завідував лікарнею на 19 ліжок.
1905 року Малиновського призначили старшим лікарем і хірургом Вінницької повітової земської лікарні (нині Вінницька обласна клінічна лікарня імені Миколи Пирогова).
У Вінниці іменем Малиновського названо одну з вулиць міста.